# 54 (число)
Вижте пояснителната страница за други значения на 54.
54 (петдесет и четири) е естествено, цяло число, следващо 53 и предхождащо 55.
Петдесет и четири с арабски цифри се записва „54“, а с римски цифри – „LIV“. Числото 54 е съставено от две цифри от позиционните бройни системи – 5 (пет) и 4 (четири).

## Общи сведения
- 54 е четно число.
- 54 е атомният номер на елемента ксенон.
- 54-тият ден от годината е 23 февруари.
- 54 е година от Новата ера.

## Любопитни факти
- Кубчето на Рубик има 54 цветни квадратни полета.